# Eduardo Ciannelli

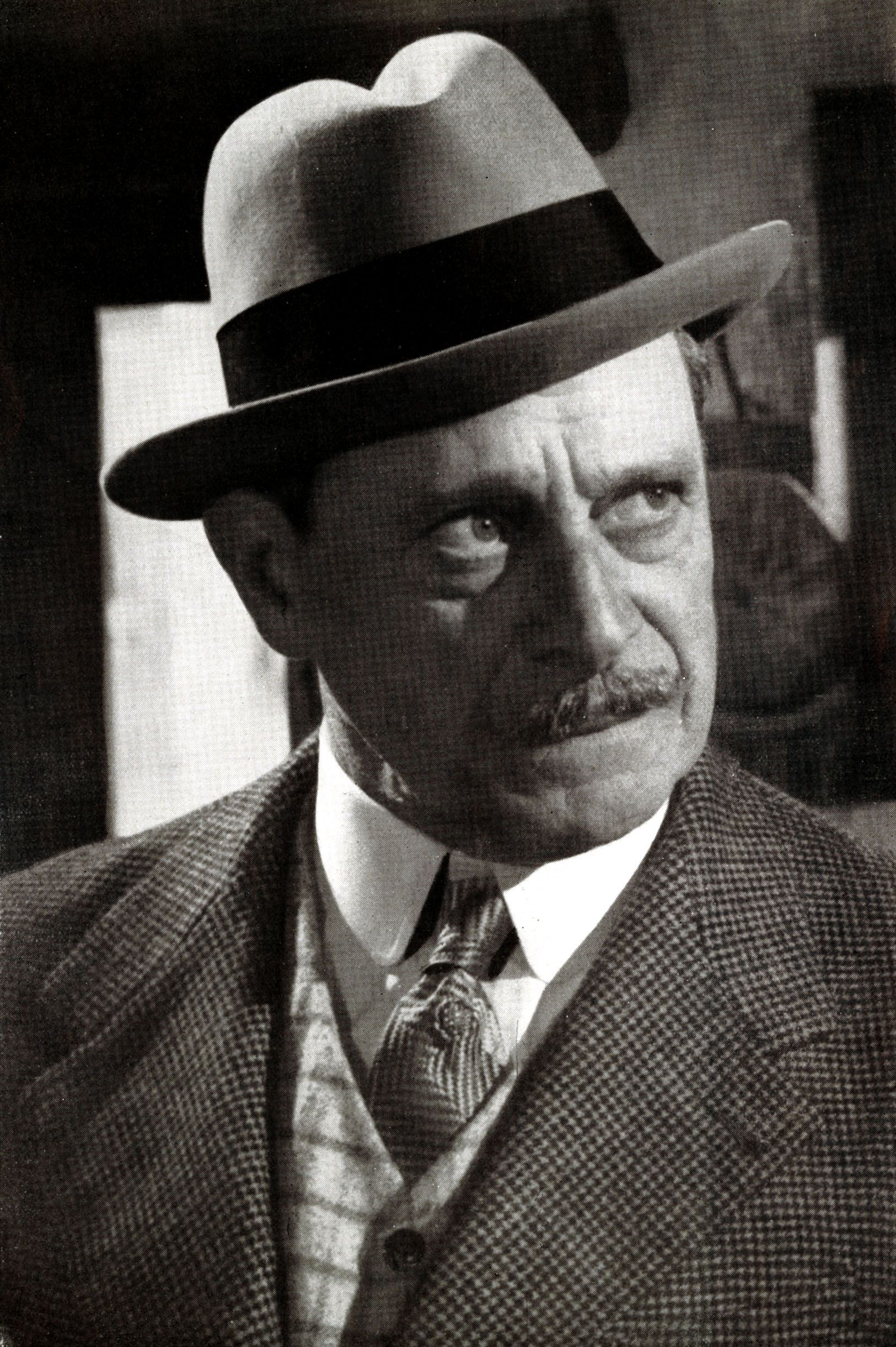
Eduardo Ciannelli,
vor 1954

Eduardo Ciannelli (auch Cianelli, amerikanisiert Edward Ciannelli; * 30. August 1889 auf Ischia; † 8. Oktober 1969 in Rom) war ein italienischer Schauspieler.

## Leben
Ciannelli studierte an der Universität Neapel Medizin, brach dieses jedoch kurz vor Beginn des Ersten Weltkrieges ab, um mit einem Opernensemble auf Europa-Tournee zu gehen. Nach Ende des Krieges ließ er sich in den Vereinigten Staaten nieder und spielte in einer musikalischen Komödie am Liberty Theatre in New York City. Sein Broadwaydebüt war im Musical Rose Marie im Jahr 1925; kurzzeitig war er auch als Autor tätig. Mehr und mehr entwickelte er sich zum Schauspieler und trat 1928 in Ben Hechts The Front Page auf.
Beim Film debütierte er 1933 und wiederholte zunächst zweimal seine Rollen in erfolgreichen Bühnenstücken (1933 und 1936). Danach wandte er sich ganz dem Film zu, wo er bald als zuverlässiger, nüchterner und prägnanter Nebendarsteller (zumeist als Bösewicht) in zahlreichen Filmen, darunter auch etliche Serials, besetzt wurde. Ende 1948 kehrte Ciannelli nach Italien zurück und setzte seine Filmkarriere in der Cinecittà fort, trat aber auch weiterhin in amerikanisch produzierten Filmen auf.
Ciannellis Sohn war der Schauspieler und Dialogregisseur Lewis E. Ciannelli (1923–1990).

## Filmografie (Auswahl)
- 1917: The Food Gamblers
- 1936: Winterset
- 1937: Hitting a New High
- 1937: Mord im Nachtclub (Marked Woman)
- 1938: Aufstand in Sidi Hakim (Gunga Din)
- 1940: Fräulein Kitty (Kitty Foyle)
- 1940: Der Auslandskorrespondent (Foreign Correspondent)
- 1940: Die Rache der kupfernen Schlange (Mysterious Doctor Satan) (Serial)
- 1940: Die wunderbare Rettung (Strange Cargo)
- 1941: Fluchtweg unbekannt (They Met in Bombay)
- 1943: Flight for Freedom
- 1943: Liebesleid (The Constant Nymph)
- 1944: Fahrkarte nach Marseille (Passage to Marseille)
- 1945: Jagd auf Dillinger (Dillinger)
- 1945: Incendiary Blonde
- 1946: Skandal im Sportpalast (Joe Palooka, Champ)
- 1946: Die Gräfin von Monte Christo (The Wife of Monte Cristo)
- 1947: California
- 1947: Briefe aus dem Jenseits (The Lost Moment)
- 1950: Vulcano (Vulcano)
- 1951: Der Mordprozeß O’Hara (The People Against O’Hara)
- 1951: Der Weg ins Verderben (La strada buia)
- 1952: Männer ohne Tränen (La voce del silenzio)
- 1954: Mambo (Mambo)
- 1954: Attila, die Geißel Gottes (Attila)
- 1956: Die schöne Helena (Helen of Troy)
- 1958: Hausboot (Houseboat)
- 1964: Keinen Cent für Ringos Kopf (Massacro al Grande Canyon)
- 1969: Stiletto
- 1969: Hügel der blutigen Stiefel (La collina degli stivali)
- 1969: Mackenna’s Gold